# 桜田淳子 スペシャル・セレクション
『桜田淳子 スペシャル・セレクション』（さくらだじゅんこ スペシャル・セレクション）は、桜田淳子の1枚目のベスト・アルバム。1986年3月31日にビクター音楽産業（現・ビクターエンタテインメント）から発売された。

## 解説
桜田淳子の初のCDでのベスト盤。全16曲を収録。デビューから全盛期にかけてのヒット曲を中心に構成されており、後期のシングルは数曲を除いてほとんど収録されていない。

## 収録曲
1. 天使も夢みる
  - 作詞: 阿久悠、作曲: 中村泰士、編曲: 高田弘
2. 天使の初恋
  - 作詞: 阿久悠、作曲: 中村泰士、編曲: 高田弘
3. わたしの青い鳥
  - 作詞: 阿久悠、作曲: 中村泰士、編曲: 高田弘
4. 花物語
  - 作詞: 阿久悠、作曲: 中村泰士、編曲: あかのたちお
5. 三色すみれ
  - 作詞: 阿久悠、作曲: 中村泰士、編曲: 馬飼野康二
6. 黄色いリボン
  - 作詞: 阿久悠、作曲・編曲: 森田公一
7. はじめての出来事
  - 作詞: 阿久悠、作曲: 森田公一、編曲: 竜崎孝路
8. ひとり歩き
  - 作詞: 阿久悠、作曲・編曲: 筒美京平
9. 十七の夏
  - 作詞: 阿久悠、作曲: 森田公一、編曲: 竜崎孝路
10. 夏にご用心
  - 作詞: 阿久悠、作曲: 森田公一、編曲: 高田弘
11. しあわせ芝居
  - 作詞・作曲: 中島みゆき、編曲: 船山基紀
12. 追いかけてヨコハマ
  - 作詞・作曲: 中島みゆき、編曲: 船山基紀
13. リップスティック
  - 作詞:松本隆、作曲・編曲: 筒美京平
14. サンタモニカの風
  - 作詞: 阿久悠、作曲・編曲: 萩田光雄
15. 化粧
  - 作詞・作曲: 中島みゆき、編曲: 大村雅朗
16. 眉月夜
  - 作詞: 茅野遊、作曲: 小椋佳、編曲: 奥慶一